# Repentless
Albums de Slayer
World Painted Blood
(2009)
Singles
1. Implode
Sortie : 24 avril 2014
2. When the Stillness Comes
Sortie : 14 avril 2015
3. Repentless
Sortie : 19 juin 2015
4. Cast the First Stone
Sortie : 31 août 2015
5. You Against You
Sortie : 4 septembre 2015

Repentless est le douzième et dernier album studio du groupe de thrash metal américain Slayer, sorti sur le label Nuclear Blast le 11 septembre 2015 et produit par Terry Date. C'est l'unique album du groupe publié sur ce label et depuis la mort de Jeff Hanneman survenue en 2013.

## Liste des morceaux
| No  | Titre                    | Paroles         | Musique  | Durée |
| --- | ------------------------ | --------------- | -------- | ----- |
| 1.  | Delusions of Saviour     |                 |          | 1:55  |
| 2.  | Repentless               |                 |          | 3:19  |
| 3.  | Take Control             |                 |          | 3:13  |
| 4.  | Vices                    |                 |          | 3:32  |
| 5.  | Cast the First Stone     |                 |          | 3:43  |
| 6.  | When the Stillness Comes |                 |          | 4:21  |
| 7.  | Chasing Death            |                 |          | 3:44  |
| 8.  | Implode                  |                 |          | 3:49  |
| 9.  | Piano Wire               | Jeff Hanneman   | Hanneman | 2:48  |
| 10. | Atrocity Vendor          | Tom Araya, King |          | 2:44  |
| 11. | You Against You          |                 |          | 4:20  |
| 12. | Pride in Prejudice       |                 |          | 4:14  |

## Composition du groupe
- Tom Araya : chant, basse
- Kerry King : guitare
- Paul Bostaph : batterie
- Gary Holt : guitare sur les chansons 1, 2, 4, 5 et 11